# 총의치

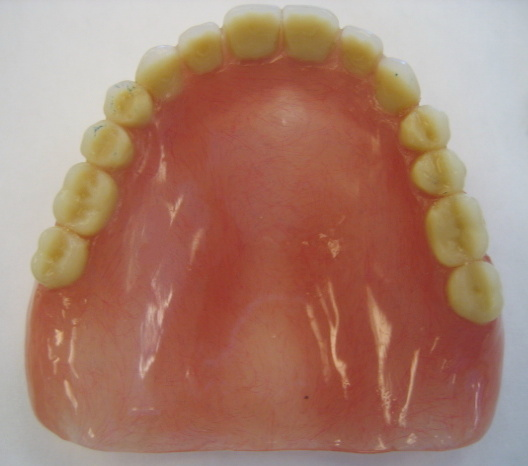
상악 총의치

총의치 혹은 전부상의치(總義齒, 全部床義齒, Complete denture, Complete denture prosthesis, Complete dental prosthesis, Full denture)란, 상악 또는 하악의 자연 치아가 모두 상실되었을 때, 상실된 치아와 그 주위조직을 대치하는 가철성 보철물의 일종이다. 국소의치와 달리 오직 치조제의 도움으로만 입 안에서 기능하기 때문에 유지력(입 안에서 빠지지 않으려는 힘), 지지력(입 안 조직이 총의치를 받쳐주는 힘), 안정성(씹거나 말할 때 총의치가 흔들리지 않는 정도) 모두 부족하다. 틀니라고도 부른다.

## 총의치의 종류

### 영구의치
모든 치아를 발거하고 잇몸이 완전히 치유된 후에 제작하는 의치를 말한다.

### 임시의치
보철물 제작을 확정하기 전에 심미, 저작, 발음, 고경유지, 편리함, 인공물에 대한 적응력 등을 위하여 짧은 기간 동안 사용하는 의치를 말한다.

#### 즉시의치
자연치아를 발거한 즉시 장착하기 위하여 미리 제작한 총의치를 말한다. 대부분 치주질환 등으로 보존이 불가능한 전치부만 남아있을 경우에 제작한다.

#### 과도의치
임시형태의 가철성 국소의치로, 치아가 상실될 때마다 기존의치의 추가결손부위에 인공치와 의치상부를 추가한다. 모든 치아가 상실될 경우 임시의치가 된다.

### 치료의치
의치를 처음 장착하는 환자가 사용하는 의치. 의치에 점차 익숙해지게 하며, 구역질, 타액의 과다분비, 맛 감각의 감소를 회복하기 위해서 사용한다.

### 피개의치
치아와 점막 모두로부터 의치가 제위치에서 탈락하지 않도록 하는 힘을 얻는 의치를 말한다. 일반적인 총의치는 구강 내의 점막에서만 유지력과 지지력을 얻으나, 아직 남아있는 치아가 있을 경우, 관교의치를 제작하는 것과 유사한 방식으로 총의치를 고정시킬 수 있다. 이중치관, 어태치먼트, 자석 등을 이용한다.

### 매식의치
피개의치와 유사하다. 피개의치의 경우 남아있는 자연치를 이용하지만, 매식의치는 치아가 남아있지 않은 잇몸에 하부구조를 매식(Implant)하여 그것을 이용한다.

### 복제의치
기존에 완성된 의치를 복제한 의치를 말한다.

### 납의치
의치를 최종적으로 완성하기 이전, 의치의 납(Wax)으로 이루어진 잇몸에 인공치를 배열해둔 의치. 의치 제작과정 중 심미성과 교합여부를 검사하기 위해서 일시적으로 사용하며, 실제로 환자가 납의치를 장시간 사용할 일은 없다.

## 총의치의 구조

### 인공치
인공치는 주로 합성수지(Resin)나 도재(Porcelain)로 제작된 기성품이 이용된다. 힘을 많이 받는 위치의 경우 합성수지와 금속을 결합한 인공치를 사용하기도 한다.

### 의치상
인공치를 제외한 나머지 부분을 가리킨다. 합성수지로 전부 제작하거나 일부를 금속으로 제작한다.

#### 합성수지 의치상
인공치를 제외한 나머지 부분 전부가 합성수지로 이루어진 의치상을 말한다. 가볍고 상대적으로 저렴하나 내구성이 떨어진다.

#### 금속 의치상
의치상의 구강 내 점막에 닿는 부위 전부 혹은 일부를 금속으로 제작한 의치상을 말한다. 내구성이 우수하나 상대적으로 비싸고 무거우며, 이물감이 크다.